# Ujae
Ujae es un atolón de 15 islas en el océano Pacífico. Pertenece a las Islas Marshall. Ocupan un área de 0,72 mi² y encierra una laguna de 71 mi² la población asciende a 448 habitantes.
- Datos: Q697802